# Långfristig skuld
Långfristig skuld är en eller flera poster på kredit sidan i ett företags balansräkning. Som grund ligger en skuld där låntagare och långivare har kommit överens om en återbetalningsperiod som sträcker sig över en längre tidsperiod. Långfristig skuld är oftast ett banklån men kan även vara obligation lån som låntagaren har givit ut. Kortfristiga skulder är leverantörsskulder och liknande som skall betalas inom ett år.